# 白山町山田野
白山町山田野（はくさんちょうやまだの）は、三重県津市の大字。

## 地理
津市中部、津市役所から西南西の方角に位置する。北は白山町八対野（はったいの）、東は白山町北家城（きたいえき）、南は白山町藤、西は白山町伊勢見と接する。主に大山、上出、下司名、下小場、北出などに分けられる。東西を丘陵性の山地に挟まれ、その間に田が広がる。農業では稲作が盛んで、酒米の山田錦の栽培が多かったが、1980年代前後には養鶏やイチゴ栽培などが導入された。北部には別荘地が開発され、航空自衛隊の宿舎も設けられた。
地内には山田野集会所、山田野上集会所の2つの集会所がある。住民は共同で花壇に花を植えるなどの活動を行い、その花壇には｢ここは山田野です｣という看板が立っている。

### 河川
- 山田野川

### 池
- 六郎石池
- 西山池

## 歴史
『兵範記』の保元2年3月25日（ユリウス暦：1157年5月5日）条所引に故・藤原頼長領の「山田野荘」として登場し、頼長が亡くなったため官物は国庫へ戻され、地利は院領となった。『吾妻鏡』の寛喜3年6月22日（ユリウス暦：1231年7月23日）条には山田野荘が西園寺実氏に譲られ、鎌倉幕府から安堵されたことが記載されている。また『成願寺文書』の天文17年6月吉日（ユリウス暦：1548年7月）の記録には、山田野の人の名が見られる。
江戸時代には山田野村として伊勢国一志郡に属し、津藩の配下にあった。村高は『元禄郷帳』では881石余、『天保郷帳』では938石余であった。寛政8年（1796年）、大村の大庄屋・池田佐助と結んで村民が年貢上納を巡って百姓一揆を起こし、津城下まで大挙、11人が吟味（罪状を問いただすこと）され、1人が入牢の刑に処された。苗字帯刀を許された者は6名おり、文久3年（1863年）の天誅組の変に際しては2名が追討に参加した。
明治・昭和・平成の3度の市町村合併を経験し、大字として現在まで存続している。1901年（明治34年）には山田野から青山高原を越えて奈良県に至る塩見街道が拡幅され、荷車の自由な往来が可能となった。1971年（昭和46年）、三重県企業庁は山田野を含む地域を別荘地開発することを企画して用地買収を開始、1973年（昭和48年）に別荘開発された山田野の一部が分離、伊勢見地区が誕生した。

白山比め神社

ここだけに限らず白山町の歴史として七羽の鶴が飛び立ち降り立った所に神社が出来たという伝説がある。この伝説で生まれた神社は白山比め神社と言い地元民から親しまれてきた。この白山比め神社は県有形文化財建造物に指定されている。

### 沿革
- 1889年（明治22年）4月1日 - 町村制施行に伴い、一志郡八ツ山村山田野となる。
- 1955年（昭和30年）3月15日 - 昭和の大合併に伴い、一志郡白山町山田野となる。
- 2006年（平成17年）1月1日 - 平成の大合併に伴い、津市白山町山田野となる。

### 地名の由来
その名の通り、山田と野のある地であったことにちなむ。

## 世帯数と人口
2019年（令和元年）6月30日現在の世帯数と人口は以下の通りである。
| 町丁         | 世帯数  | 人口  |
| ------------ | ------- | ----- |
| 白山町山田野 | 229世帯 | 503人 |

### 人口の変遷
人口の推移。なお、2010年以前は津市に合併前の推移。また、1995年以降は国勢調査による人口の推移。
| 江戸時代           | 851人 | [ 8 ]  |  |
| 1980年（昭和55年） | 844人 | [ 5 ]  |  |
| 1995年（平成7年）  | 751人 | [ 10 ] |  |
| 2000年（平成12年） | 686人 | [ 11 ] |  |
| 2005年（平成17年） | 617人 | [ 12 ] |  |
| 2010年（平成22年） | 545人 | [ 13 ] |  |
| 2015年（平成27年） | 492人 | [ 14 ] |  |

### 世帯数の変遷
世帯数の推移。なお、2010年以前は津市に合併前の推移。また、1995年以降は国勢調査による世帯数の推移。
| 江戸時代           | 219戸   | [ 10 ] |  |
| 1980年（昭和55年） | 217世帯 | [ 10 ] |  |
| 1995年（平成7年）  | 209世帯 | [ 10 ] |  |
| 2000年（平成12年） | 209世帯 | [ 11 ] |  |
| 2005年（平成17年） | 191世帯 | [ 12 ] |  |
| 2010年（平成22年） | 177世帯 | [ 13 ] |  |
| 2015年（平成27年） | 177世帯 | [ 14 ] |  |

## 学区
市立小・中学校に通う場合、学区は以下の通りとなる。
| 番・番地等 | 小学校             | 中学校           |
| ---------- | ------------------ | ---------------- |
| 全域       | 津市立八ッ山小学校 | 津市立白山中学校 |

## 交通
路線バス
山田野バス停
- ■津市コミュニティバス (白山地域)
  - 竹原ルート 榊原温泉口駅
  - 竹原ルート 竹原

道路
- 三重県道662号藤大三停車場線 - 集落がこの道路に沿って散在する[5]。

## 施設
- 山田野集会所
- 山田野上集会所

## 有線放送
夕方五時
- 夕焼け小焼け

津市の新設合併の際に同じ夕焼け小焼けでも違うレコードが用いられた。
昼11時半
- 津市民歌

同じく新設合併の時にエーデルワイス (音楽)から津市民歌に変えられた。

## その他

### 日本郵便
- 郵便番号 : 515-2613[3]（集配局：白山郵便局[16]）。

## 参考資料
- 「角川日本地名大辞典」編纂委員会 編『角川日本地名大辞典 24 三重県』角川書店、1983年6月8日。ISBN 4-04-001240-2。
- http://www.pref.mie.lg.jp/MOVIE/detail.asp?con=3618